# UCI WorldTour Femenino 2019
El UCI WorldTour Femenino 2019 fue la cuarta edición del máximo calendario ciclista femenino a nivel mundial.
El calendario tuvo 23 carreras comenzando el 9 de marzo con la disputa de la Strade Bianche en Italia, y finalizando el 20 de octubre con el Tour de Guangxi Women's WorldTour en la República Popular de China.

## Equipos
Los equipos femeninos pertenecían a una única división. Sin embargo, estaban divididos en jerarquías según su potencial que les ayudaba a obtener invitaciones a las carreras más importantes. En este caso los 15 primeros equipos obtenían invitación a todas las carreras de este circuito. No obstante, los equipos podían renunciar a ella por lo que era probable que en todas las carreras hubiera equipos participantes fuera de los 15 primeros sin invitación asegurada ya que la carrera les había otorgado invitación "extra" fuera de las obligatorias. También podían participar selecciones nacionales pero sin invitación asegurada, estas al igual que todos los equipos tenían derecho a puntuación.
Para la temporada 2019 los equipos UCI Team Femenino fueron 44:
| Código UCI | Nombre                             | País           | Continente |
| ---------- | ---------------------------------- | -------------- | ---------- |
| ALE        | Alé Cipollini                      | Italia         | EUR        |
| VAI        | Aromitalia Vaiano                  | Italia         | EUR        |
| ASA        | Astana Women's Team                | Kazajistán     | ASI        |
| BPK        | BePink                             | Italia         | EUR        |
| BPC        | Biehler Pro Cycling                | Países Bajos   | EUR        |
| BIG        | Bigla Pro Cycling Team             | Dinamarca      | EUR        |
| BDU        | Bizkaia-Durango                    | España         | EUR        |
| DLT        | Boels Dolmans Cycling Team         | Países Bajos   | EUR        |
| BTC        | BTC City Ljubljana                 | Eslovenia      | EUR        |
| CSR        | Canyon Sram Racing                 | Alemania       | EUR        |
| CCC        | CCC-Liv                            | Países Bajos   | EUR        |
| CMW        | Charente-Maritime Women Cycling    | Francia        | EUR        |
| GPC        | China Liv Pro Cycling              | Hong Kong      | ASI        |
| CGS        | Cogeas-Mettler Pro Cycling Team    | Rusia          | EUR        |
| CZG        | Conceria Zabri-Fanini              | Albania        | EUR        |
| DVE        | Doltcini-Van Eyck Sport            | Bélgica        | EUR        |
| DRP        | Drops                              | Reino Unido    | EUR        |
| EIC        | Eneicat Cycling Team               | España         | EUR        |
| SBT        | Eurotarget-Bianchi-Vitasana        | Italia         | EUR        |
| FDJ        | FDJ Nouvelle Aquitaine Futuroscope | Francia        | EUR        |
| HBS        | Hagens Berman-Supermint            | Estados Unidos | AME        |
| HMT        | Health Mate-Cyclelive Team         | Bélgica        | EUR        |
| HPU        | Hitec Products-Birk Sport          | Noruega        | EUR        |
| LSL        | Lotto Soudal Ladies                | Bélgica        | EUR        |
| LCW        | Lviv Cycling Team                  | Ucrania        | EUR        |
| MAT        | Massi-Tactic Women Team            | España         | EUR        |
| MCC        | Minsk Cycling Club                 | Bielorrusia    | EUR        |
| MTS        | Mitchelton Scott                   | Australia      | OCE        |
| MOV        | Movistar Team                      | España         | EUR        |
| PHV        | Parkhotel Valkenburg               | Países Bajos   | EUR        |
| RLW        | Rally Cycling                      | Estados Unidos | AME        |
| SER        | Servetto-Piumate-Beltrami TSA      | Italia         | EUR        |
| T20        | Sho-Air Twenty20                   | Estados Unidos | AME        |
| SWT        | Sopela Women's Team                | España         | EUR        |
| SWA        | Swapit Agolico                     | México         | AME        |
| ILU        | Team Illuminate                    | Estados Unidos | AME        |
| SUN        | Team Sunweb                        | Países Bajos   | EUR        |
| TIB        | Team Tibco-Silicon Valley Bank     | Estados Unidos | AME        |
| TVW        | Team Virtu Cycling Women           | Dinamarca      | EUR        |
| TWC        | Thailand Women's Cycling Team      | Tailandia      | ASI        |
| TOP        | Top Girls Fassa Bortolo            | Italia         | EUR        |
| TFS        | Trek-Segafredo Women               | Bélgica        | EUR        |
| VAL        | Valcar Cylance Cycling             | Italia         | EUR        |
| WNT        | WNT-Rotor Pro Cycling              | Alemania       | EUR        |

- En verde, los 15 equipos automáticamente invitados a todas las carreras.

## Carreras
| UCI World Tour Femenino 2019 | UCI World Tour Femenino 2019 | UCI World Tour Femenino 2019             | UCI World Tour Femenino 2019 | UCI World Tour Femenino 2019 |
| Fecha                        | País                         | Carrera                                  | Ganador                      |                              |
| ---------------------------- | ---------------------------- | ---------------------------------------- | ---------------------------- | ---------------------------- |
| 9 de mar                     | Italia                       | Strade Bianche femenina                  | Annemiek van Vleuten         |                              |
| 17 de mar                    | Países Bajos                 | Tour de Drenthe femenino                 | Marta Bastianelli            |                              |
| 24 de mar                    | Italia                       | Trofeo Alfredo Binda-Comune di Cittiglio | Marianne Vos                 |                              |
| 28 de mar                    | Bélgica                      | Tres Días Brujas-La Panne femenina       | Kirsten Wild                 |                              |
| 31 de mar                    | Bélgica                      | Gante-Wevelgem femenina                  | Kirsten Wild                 |                              |
| 7 de abr                     | Bélgica                      | Tour de Flandes femenino                 | Marta Bastianelli            |                              |
| 21 de abr                    | Países Bajos                 | Amstel Gold Race femenina                | Katarzyna Niewiadoma         |                              |
| 24 de abr                    | Bélgica                      | Flecha Valona Femenina                   | Anna van der Breggen         |                              |
| 28 de abr                    | Bélgica                      | Lieja-Bastoña-Lieja Femenina             | Annemiek van Vleuten         |                              |
| 9 – 11 de mayo               | República Popular China      | Tour de la Isla de Chongming             | Lorena Wiebes                |                              |
| 16 – 18 de mayo              | Estados Unidos               | Tour de California femenino              | Anna van der Breggen         |                              |
| 22 – 25 de mayo              | España                       | Emakumeen Euskal Bira                    | Elisa Longo Borghini         |                              |
| 10 – 15 de junio             | Reino Unido                  | The Women's Tour                         | Lizzie Deignan               |                              |
| 5 – 14 de julio              | Italia                       | Giro de Italia Femenino                  | Annemiek van Vleuten         |                              |
| 19 de jul                    | Francia                      | La Course by Le Tour de France           | Marianne Vos                 |                              |
| 3 de ago                     | Reino Unido                  | RideLondon Classique                     | Lorena Wiebes                |                              |
| 17 de ago                    | Suecia                       | Postnord Vårgårda WestSweden TTT         | Trek-Segafredo               |                              |
| 18 de ago                    | Suecia                       | Postnord Vårgårda WestSweden RR          | Marta Bastianelli            |                              |
| 22 – 25 de agosto            | Noruega                      | Ladies Tour of Norway                    | Marianne Vos                 |                              |
| 31 de ago                    | Francia                      | Gran Premio Femenino de Plouay           | Anna van der Breggen         |                              |
| 3 – 8 de septiembre          | Países Bajos                 | Boels Ladies Tour                        | Christine Majerus            |                              |
| 14 – 15 de septiembre        | España                       | La Vuelta Femenina                       | Lisa Brennauer               |                              |
| 22 de oct                    | República Popular China      | Tour de Guangxi Femenino                 | Chloe Hosking                |                              |

## Baremo 2019
Todas las carreras otorgaban puntos para el UCI World Ranking Femenino, incluyendo a todas las corredoras de los equipos de categoría UCI Team Femenino.
El baremo de puntuación era el mismo para todos las carreras, pero las carreras por etapas (2.WWT), otorgaban puntos adicionales por las victorias de etapa y por vestir la camiseta del líder de la clasificación general:
| Posición              | 1.ª | 2.ª | 3.ª | 4.ª | 5.ª | 6.ª | 7.ª | 8.ª | 9.ª | 10.ª | 11.ª | 12.ª | 13.ª | 14.ª | 15.ª | 16.ª-30.ª | 31.ª-40.ª |
| Clasificación general | 200 | 150 | 125 | 100 | 85  | 70  | 60  | 50  | 40  | 35   | 30   | 25   | 20   | 15   | 10   | 5         | 3         |
| Por etapa             | 25  | 20  | 18  | 16  | 14  | 12  | 10  | 8   | 6   | 4    |      |      |      |      |      |           |           |
| Líder                 | 5   |     |     |     |     |     |     |     |     |      |      |      |      |      |      |           |           |

## Clasificaciones finales
Estas fueron las clasificaciones finales tras la disputa del Tour de Guangxi:
Nota: ver Baremos de puntuación

### Clasificación individual
| Posición | Corredora            | Equipo               | Puntos  |
| -------- | -------------------- | -------------------- | ------- |
| 1.ª      | Marianne Vos         | CCC-Liv              | 1592    |
| 2.ª      | Annemiek van Vleuten | Mitchelton-Scott     | 1467,67 |
| 3.ª      | Lorena Wiebes        | Parkhotel Valkenburg | 1302,33 |
| 4.ª      | Katarzyna Niewiadoma | Canyon SRAM Racing   | 1240,17 |
| 5.ª      | Anna van der Breggen | Boels Dolmans        | 1095    |
| 6.ª      | Marta Bastianelli    | Virtu                | 1077    |
| 7.ª      | Amy Pieters          | Boels Dolmans        | 841     |
| 8.ª      | Lucinda Brand        | Sunweb               | 797,5   |
| 9.ª      | Christine Majerus    | Boels Dolmans        | 690,67  |
| 10.ª     | Amanda Spratt        | Mitchelton-Scott     | 680,67  |

| Posiciones 11.ª a la 20.ª | Posiciones 11.ª a la 20.ª | Posiciones 11.ª a la 20.ª | Posiciones 11.ª a la 20.ª |
| ------------------------- | ------------------------- | ------------------------- | ------------------------- |
| 11.ª                      | Soraya Paladin            | Alé Cipollini             | 660                       |
| 12.ª                      | Cecilie Uttrup Ludwig     | Bigla                     | 651,33                    |
| 13.ª                      | Elisa Longo Borghini      | Trek-Segafredo            | 646,33                    |
| 14.ª                      | Demi Vollering            | Parkhotel Valkenburg      | 614,33                    |
| 15.ª                      | Coryn Rivera              | Sunweb                    | 596,83                    |
| 16.ª                      | Ashleigh Moolman          | CCC-Liv                   | 582                       |
| 17.ª                      | Lotte Kopecky             | Lotto Soudal Ladies       | 574                       |
| 18.ª                      | Leah Kirchmann            | Sunweb                    | 563,5                     |
| 19.ª                      | Kirsten Wild              | WNT-Rotor                 | 509,67                    |
| 20.ª                      | Floortje Mackaij          | Sunweb                    | 476,5                     |

### Clasificación por equipos
Esta clasificación se calculó sumando los puntos de las corredoras de cada equipo o selección en cada carrera. Los equipos con el mismo número de puntos se clasificaron de acuerdo a su corredora mejor clasificada.
| Posición | País             | Puntos  |
| -------- | ---------------- | ------- |
| 1.º      | Boels Dolmans    | 4045    |
| 2.º      | Sunweb           | 2999    |
| 3.º      | Trek-Segafredo   | 2547,98 |
| 4.º      | Mitchelton-Scott | 2517,02 |
| 5.º      | CCC-Liv          | 2451    |

### Clasificación sub-23
| Posición | Corredora        | Equipo                             | Puntos |
| -------- | ---------------- | ---------------------------------- | ------ |
| 1.ª      | Lorena Wiebes    | Parkhotel Valkenburg               | 46     |
| 2.ª      | Marta Cavalli    | Valcar Cylance                     | 42     |
| 3.ª      | Sofia Bertizzolo | Virtu                              | 22     |
| 4.ª      | Évita Muzic      | FDJ Nouvelle Aquitaine Futuroscope | 22     |
| 5.ª      | Elisa Balsamo    | Valcar Cylance                     | 20     |

## Evolución de las clasificaciones
| Carrera (Vencedora)                                     | Clasificación individual | Clasificación por equipos | Clasificación sub-23 |
| ------------------------------------------------------- | ------------------------ | ------------------------- | -------------------- |
| Strade Bianche (Annemiek van Vleuten)                   | Annemiek van Vleuten     | Boels Dolmans             | Évita Muzic          |
| Tour de Drenthe (Marta Bastianelli)                     | Marta Bastianelli        | Boels Dolmans             | Sofia Bertizzolo     |
| Trofeo Alfredo Binda-Comune di Cittiglio (Marianne Vos) | Marta Bastianelli        | Boels Dolmans             | Sofia Bertizzolo     |
| Tres Días de Brujas-La Panne (Kirsten Wild)             | Marta Bastianelli        | Boels Dolmans             | Sofia Bertizzolo     |
| Gante-Wevelgem (Kirsten Wild)                           | Marta Bastianelli        | Boels Dolmans             | Sofia Bertizzolo     |
| Tour de Flandes (Marta Bastianelli)                     | Marta Bastianelli        | Boels Dolmans             | Sofia Bertizzolo     |
| Amstel Gold Race (Katarzyna Niewiadoma)                 | Marta Bastianelli        | Boels Dolmans             | Sofia Bertizzolo     |
| Flecha Valona (Anna van der Breggen)                    | Marta Bastianelli        | Boels Dolmans             | Marta Cavalli        |
| Lieja-Bastoña-Lieja (Annemiek van Vleuten)              | Annemiek van Vleuten     | Boels Dolmans             | Sofia Bertizzolo     |
| Tour de la Isla de Chongming (Lorena Wiebes)            | Annemiek van Vleuten     | Boels Dolmans             | Sofia Bertizzolo     |
| Tour de California (Anna van der Breggen)               | Annemiek van Vleuten     | Boels Dolmans             | Marta Cavalli        |
| Emakumeen Euskal Bira (Elisa Longo Borghini)            | Annemiek van Vleuten     | Boels Dolmans             | Marta Cavalli        |
| The Women's Tour (Elizabeth Deignan)                    | Annemiek van Vleuten     | Boels Dolmans             | Marta Cavalli        |
| Giro de Italia (Annemiek van Vleuten)                   | Annemiek van Vleuten     | Boels Dolmans             | Marta Cavalli        |
| La Course by Le Tour de France (Marianne Vos)           | Annemiek van Vleuten     | Boels Dolmans             | Marta Cavalli        |
| RideLondon Classique (Lorena Wiebes)                    | Annemiek van Vleuten     | Boels Dolmans             | Marta Cavalli        |
| Postnord Vårgårda WestSweden TTT (Trek-Segafredo)       | Annemiek van Vleuten     | Boels Dolmans             | Marta Cavalli        |
| Postnord Vårgårda WestSweden RR (Marta Bastianelli)     | Annemiek van Vleuten     | Boels Dolmans             | Marta Cavalli        |
| Ladies Tour of Norway (Marianne Vos)                    | Marianne Vos             | Boels Dolmans             | Lorena Wiebes        |
| Gran Premio de Plouay (Anna van der Breggen)            | Marianne Vos             | Boels Dolmans             | Marta Cavalli        |
| Boels Ladies Tour (Christine Majerus)                   | Annemiek van Vleuten     | Boels Dolmans             | Lorena Wiebes        |
| Madrid Challenge by La Vuelta (Lisa Brennauer)          | Annemiek van Vleuten     | Boels Dolmans             | Lorena Wiebes        |
| Tour de Guangxi (Chloe Hosking)                         | Marianne Vos             | Boels Dolmans             | Lorena Wiebes        |
| Final                                                   | Marianne Vos             | Boels Dolmans             | Lorena Wiebes        |